# Ngai
Ngai (más néven Múrungu vagy Enkai) egy osztatlan lényegű főisten a kikuju (vagy gikuyu) és a velük rokon kenyai embu, meru és kamba népcsoportok, valamint a kenyai és tanzániai maszájok hagyományos hitvilágában.
Ngai a világegyetem és minden benne lévő dolog teremtője, ő a mindenható isten. A fent említett népek a Kirinyaga-hegy (Kenya-hegy) felé fordulva imádják istenüket, miközben a szent Mugumo-fa (egy fügefafaj) alatt imádkoznak és kecskeáldozatot mutatnak be. Olyan alkalmakkor mutatnak be áldozatot, mint a szárazság, járványok, vetés és aratás, valamint az emberi élet olyan szakaszai, mint a születés, a házasság és a halál.

## Ngai tisztelete a kikujuk, embuk, meruk és kambák között
Jomo Kenyatta kenyai antropológus, későbbi elnök megjegyzi, hogy: „Az imákban és áldozatokban Ngai-t a kikujuk Mwene-Nyaga (a fényesség birtokosa) néven szólítják meg.” A továbbiakban ezt írja: „Ez a név a Kĩrĩ-Nyaga (a Kenya-hegy kikuju neve) nevéhez kapcsolódik, ami azt jelenti: "az, ami fényes, vagy a fényesség hegye"”.
A kikuju teremtésmítosz szerint Ngai teremtette az emberiséget, az első férfi neve Kijuju, az első nő neve pedig Mumbi. Megteremtésük után Ngai egy hegyet alkotott „pihenőhelyéül, és csodáinak jeleként.” Kikuju és Mumbi egyesüléséből kilenc lány született, akik a kikuju nép 9 nemzetségének ősei lettek. A fő törzsek nevei a következők: (1) Acheera; (2) Agachikũ; (3) Airimũ; (4) Ambũi; (5) Angarĩ; (6) Anjirũ; (7) Angũi; (8) Ethaga; (9) Aithĩrandũ. 

## Ngai a maszájok hitvilágában
A maszájok ősi vallásában Ngai (más néven Engai vagy Enkai ) a legfelsőbb teremtő, aki egyszerre rendelkezik férfias és nőies vonásokkal (androgün). A maszájok Ngai ősi lakhelyét „Ol Doinyo Lengai”-ként emlegetik, a kifejezés szó szerinti fordítása „Isten hegye”, ami a maszájok hite szerint a Kenya-hegy Észak-Tanzániában.
Ngai vagy Enkai neve az „eső” szinonimája a maszáj nyelvben.
A maszáj vallásban a Laibon (többes számban: Laiboni) jár közben az élők világa és a Teremtő között. Ők a maszájok főpapjai és jósai. A vallási szertartások – köztük az étel és italáldozatok – levezetése mellett fizikailag és lelkileg is gyógyítják az élőket.

## Fordítás
Ez a szócikk részben vagy egészben  a   Ngai című angol Wikipédia-szócikk ezen változatának fordításán alapul.  Az eredeti cikk szerkesztőit annak laptörténete sorolja fel. Ez a jelzés csupán a megfogalmazás eredetét és a szerzői jogokat jelzi, nem szolgál a cikkben szereplő információk forrásmegjelöléseként.